# Iáia ibne Omar Alantuni
Iáia ibne Omar Alantuni (em árabe: يحيى بن عمر اللمتوني; romaniz.: Yaḥyā ibn ʿUmar al-Lamtuni; m. 1056) foi um chefe dos lantunas, uma tribo da confederação dos sanhajas, que no século XI envolveu-se nos movimentos militantes muçulmanos do deserto do Saara empenhados em converter os berberes ao islamismo. Era irmão de Ianu ibne Omar Alhaje, o fundador de Azugui, e Abu Becre ibne Omar. Com a morte de Iáia ibne Ibraim de 1048, foi nomeado por Abedalá ibne Iacine, líder espiritual dos almorávidas, como o segundo chefe militar (emir) do movimento. Nessa posição, empenhou-se no ataque às populações vizinhas que recusavam-se a aceitar a fé islâmica. Em 1056, com apoio de Lebi, filho de Uar Jabi, fez uma campanha contra os rebeldes judalas e foi morto na Batalha de Tabefarila.